# Harry Wendisch
Harry Wendisch (* 30. Mai 1935 in Berlin) ist ein deutscher Gebrauchsgrafiker.

## Leben und Werk
Wendisch studierte 1949 bis 1954 an der Meisterschule für Grafik und Buchgewerbe bzw. der Berliner Fachschule für Grafik, Druck und Werbung in Berlin-Schöneweide. Danach arbeitete er bis 1959 bei der DEWAG Berlin als Gebrauchsgrafiker. Er entwarf u. a. Plakate, war aber vor allem Ausstellungsgestalter. Er war maßgeblich an Werbeaufträgen für die Leipziger Messe beteiligt. Daraufhin war er 1959 bis 1976 künstlerischer Leiter und Leiter der Berliner Außenstelle der Messe und danach künstlerischer Leiter der Messe. Wendisch war bis 1990 Mitglied des Verbandes Bildender Künstler der DDR.
Nach der deutschen Wiedervereinigung arbeitete Wendisch bei der EXPOPLAN Ausstellungs- und Messedesign GmbH Berlin.
Wendisch gestaltete weltweit eine Vielzahl von Ausstellungen und Messeständen.
Nach dem Ausscheiden aus dem Arbeitsleben zog er aus Berlin nach Ferdinandshof-Sprengersfelde.

## Teilnahme an zentralen und wichtigen regionalen Ausstellungen in der DDR
- 1972 bis 1988: Dresden, VII. bis X. Kunstausstellung der DDR
- 1976, 1979, 1982 und 1986: Berlin, Bezirkskunstausstellungen
- 1988: Berlin, Ausstellungszentrum am Fernsehturm („Berliner Atelier ´88“)